# Sydhavn Sogn
Sydhavn Sogn er et sogn i Vesterbro Provsti (Københavns Stift). Sognet er opstået ved en sognesammenlægning i 2004 af Frederiksholm Sogn og Sjælør Sogn. Sognet ligger i Københavns Kommune; indtil Kommunalreformen i 1970 lå de to oprindelige sogne i Sokkelund Herred (Københavns Amt). 
I Sydhavn Sogn ligger Frederiksholm Kirke og indtil 2009 have sognet også Sjælør Kirke, som er blevet afviklet som kirke og er overtaget af KFUM-Spejderne.
I Sydhavn Sogn findes flg. autoriserede stednavne:
- Ellebjerg (Valby, tidligere S-togsstation)
- Frederiksholm (bebyggelse)
- Kongens Enghave (bebyggelse, ejerlav)
- Sjælør (station i Valby)
- Sydhavn (bebyggelse)

## Ny kirke
Med nye boliger i områderne Teglholmen og Sluseholmen er sognet blevet så stort at Københavns Stift har godkendt budgettet til en ny kirke i Sydhavnen, som skal samle de gamle og nye områder. Kirken kommer muligvis til at ligge i området ved Teglholmsgade og Vestre Teglholm Allé.,